# 로이스 오펜다
이코마 로이스 오펜다(프랑스어: Ikoma Loïs Openda, 2000년 2월 16일 ~ )는 벨기에의 축구 선수로, 현재 독일 분데스리가의 클럽 RB 라이프치히에서 뛰고 있다. 포지션은 스트라이커이다.